# Moulin (TV-serie)
Moulin (originaltitel: Commissaire Moulin) är en fransk TV-serie som handlar om kommissarie Moulin och hans team som löser kriminalfall.
SVT1 visade sex avsnitt mellan den 19 september 1981 och den 24 oktober 1981 samt ytterligare fem avsnitt mellan den 29 april 1992 och den 21 juni 1992.
| Datum             | Avsnitt                     | Regi                 |
| ----------------- | --------------------------- | -------------------- |
| 19 september 1981 | "Lågvatten"                 | Jacques Trébouta     |
| 26 september 1981 | "Spökerier"                 | Robert Guez          |
| 3 oktober 1981    | "Falskt spel"               |                      |
| 10 oktober 1981   | "Dubbelspel"                | Francois Dupont-Midy |
| 17 oktober 1981   | "Jagat villebråd"           | Guy Lefranc          |
| 24 oktober 1981   | "Panikslagen"               | Alain D'Henaut       |
| 29 april 1992     | "Paris 18:e arrondissement" | Paul Planchon        |
| 13 maj 1992       | "Avrättningen"              |                      |
| 27 maj 1992       | "Heder och rättvisa"        | Paul Planchon        |
| 14 juni 1992      |                             |                      |
| 21 juni 1992      |                             |                      |

### Webbkällor
- Moulin på Svensk mediedatabas